# Wołczkowce
Wołczkowce (ukr. Вовчківці) – wieś w rejonie kołomyjskim (do 2020 w rejonie śniatyńskim) obwodu iwanofrankiwskiego.
Wieś liczy 2304 mieszkańców. W pobliżu znajduje się przystanek kolejowy Wołczkowce, położony na linii Lwów – Czerniowce.

## Historia
W II Rzeczypospolitej miejscowość była siedzibą gminy wiejskiej Wołczkowce w powiecie śniatyńskim województwa stanisławowskiego. 
W latach 1941-1944 nacjonaliści ukraińscy z OUN-UPA zamordowali we wsi 23 Polaków.